# أسد إفريقيا الوسطى
أسد إفريقيا الوسطى أو أسد الكونغو أو أسد شمال شرق الكونغو (الاسم العلمي: Panthera leo azandica) هو نويع من الأسود يعيش في سهول شرق إفريقيا، حيث يعد المفترس الأول في نظام السافانا البيئي.

## التاريخ التصنيفي
في سنة 1924، اقترح عالم الحيوان الأمريكي ألين (الاسم العلمي: Panthera leo azandicus)، ووصف أسود ذكور بناءً على عينة من الجمهرة حصل عليها من المتحف الأمريكي للتاريخ الطبيعي. وهذه العينة قتلها موظفو المتحف سنة 1912 ليجعلوه فرد من مجموعة تضم 588 عينة حيوانية لاحمة.
المصنف البريطاني بوكوك أخضع الأسود إلى جنس النمر سنة 1930 عندما ألف وكتب عن الأسود الآسيوية. وبعد ثلاثة عقود، المعترف بها إيليرمان وموريسون سكوت نويعتين للأسد، وهما الآسيوي (Panthera leo persica) والإفريقي (Panthera leo).

## توزيع الجمهرة والوضع

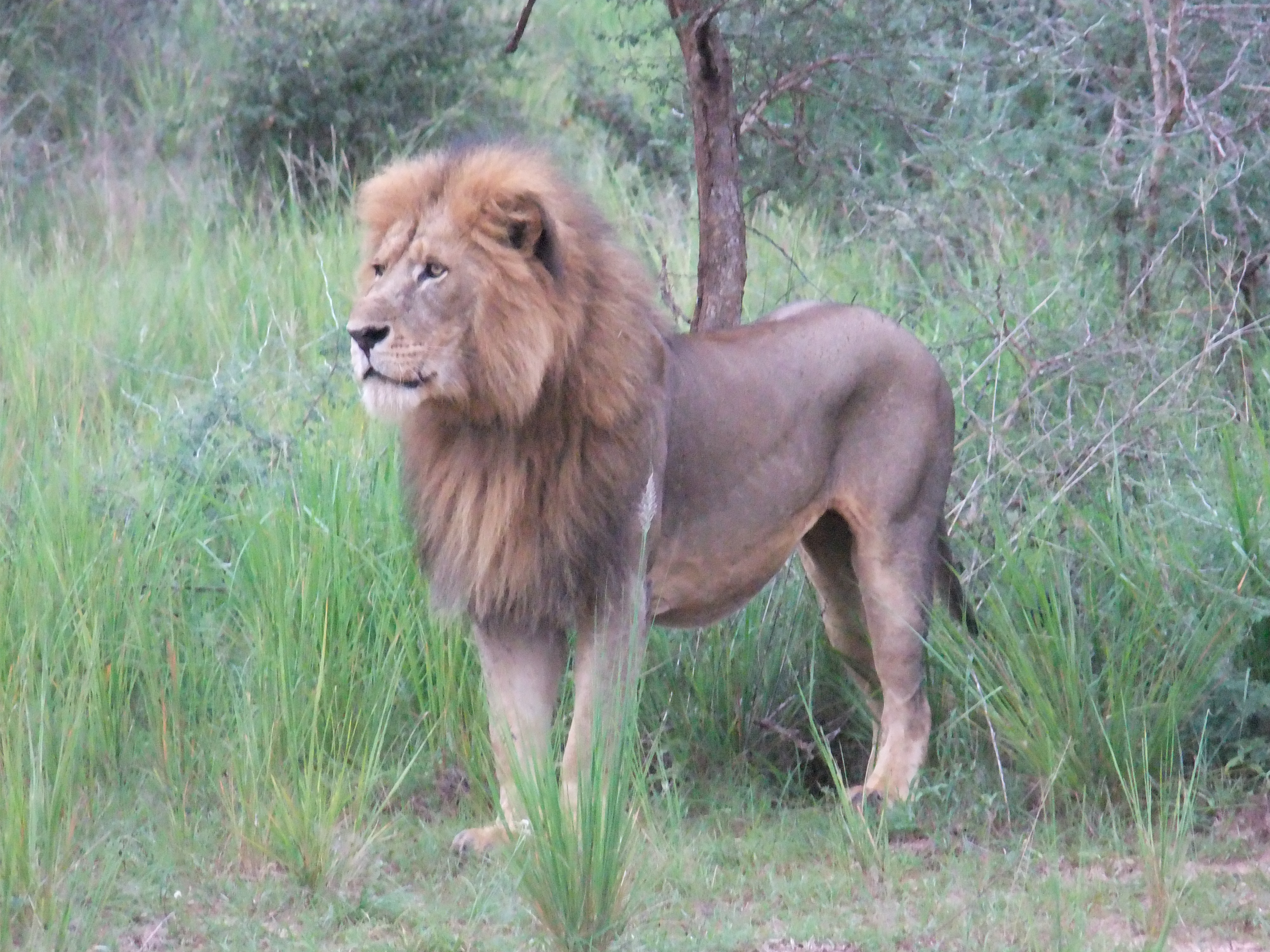
ذكر في متنزه شلالات مورتشيسون الوطني

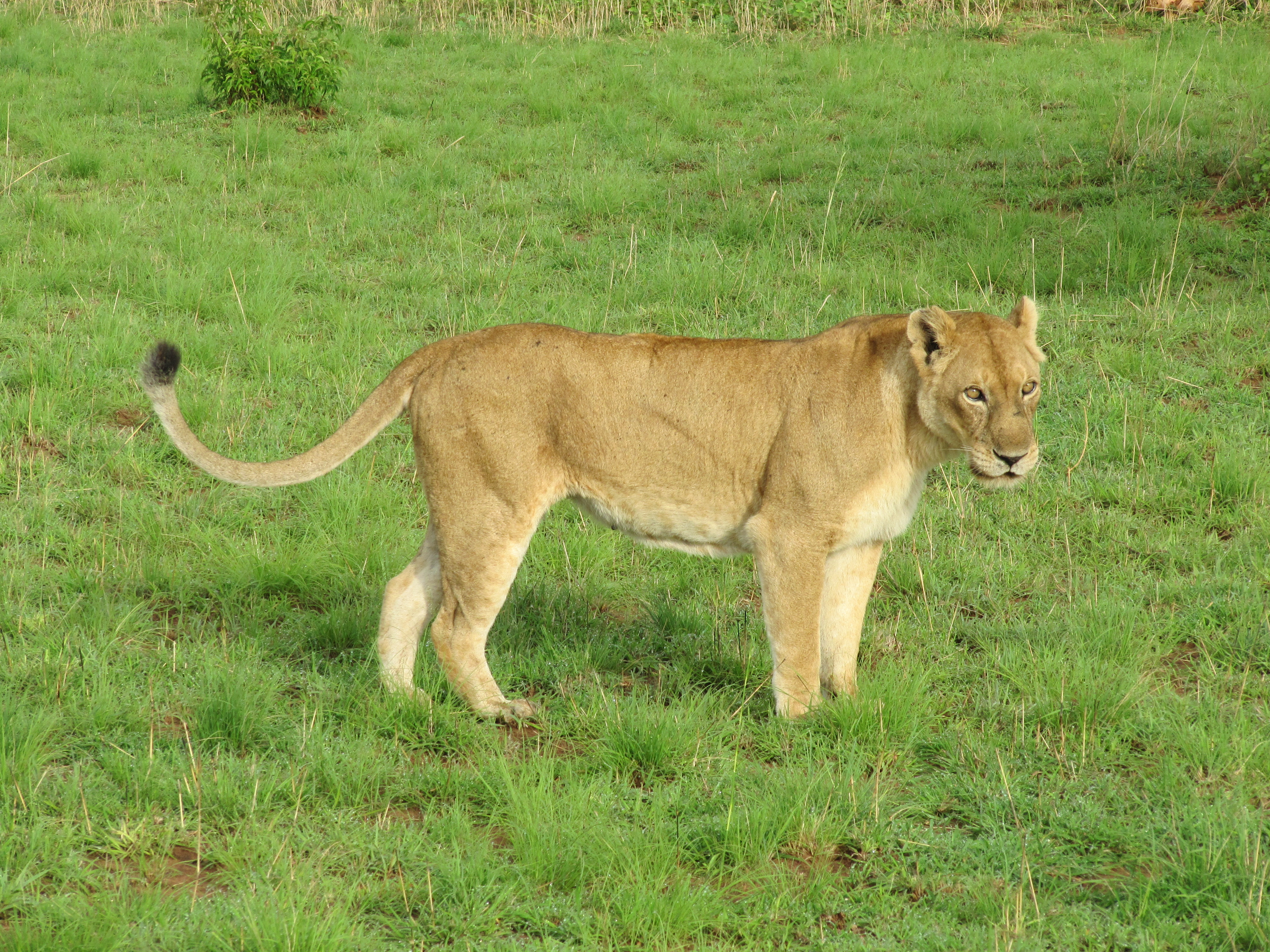
لبؤة في متنزه شلالات مورتشيسون الوطني

أسود أفريقيا الوسطى وجدت في الجزء الشمالي الشرقي من جمهورية الكونغو الديمقراطية، وجد بعضها على الجزء الغربي من أوغندا، وهناك أكثر من 357 أسد يعيشون في المنطقة الجنوبية الغربية من السودان. كانت موجودة سابقاً في رواندا. هم أكبر المفترسات العلوية في السافانا حيث إنها تطارد وتتغذى على حمر الزرد والظباء. وهم يعيشون أيضاً في المراعي والغابات.

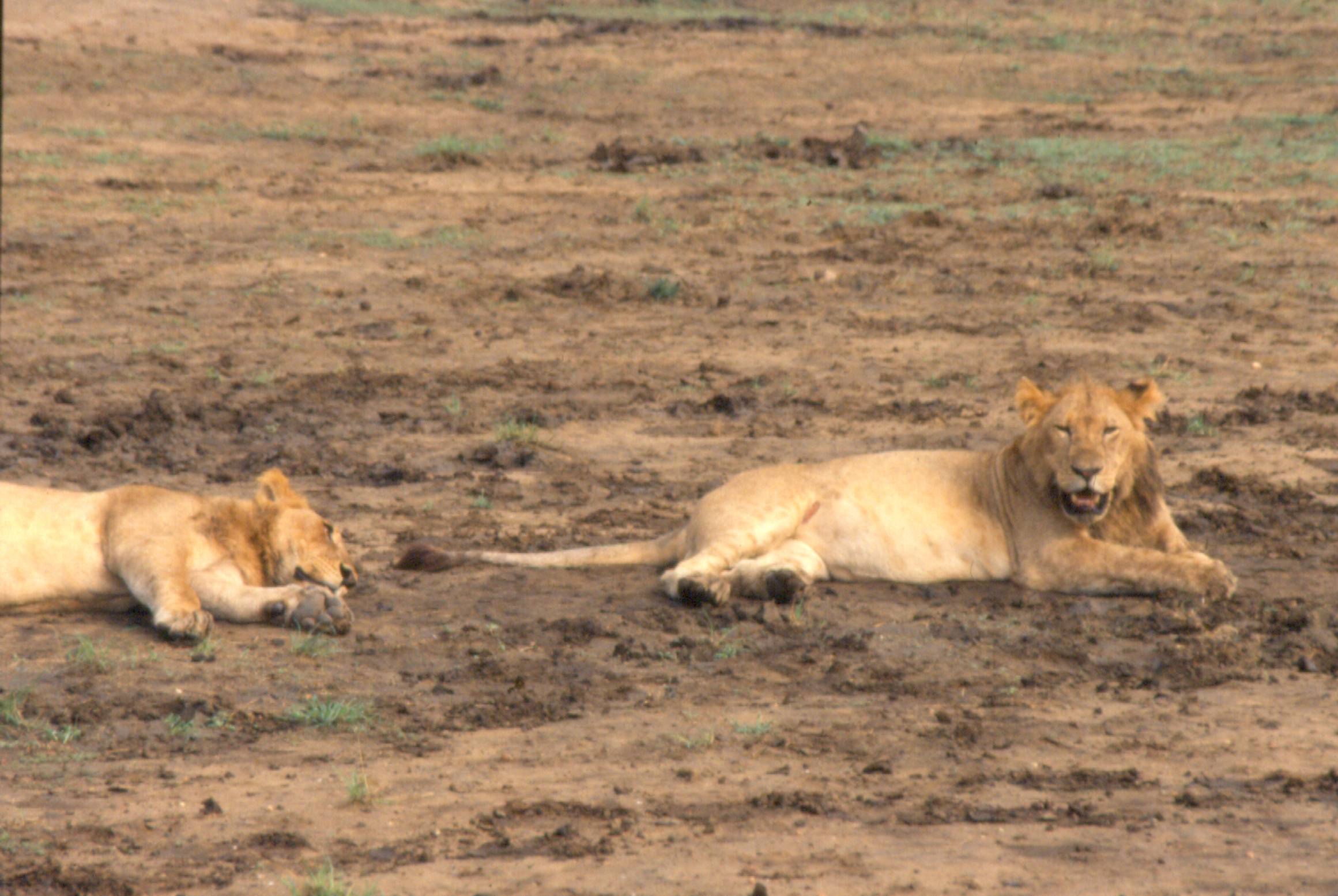
أسدان ذكران في محمية فيرونغا الوطنية في شمال شرق جمهورية الكونغو الديمقراطية

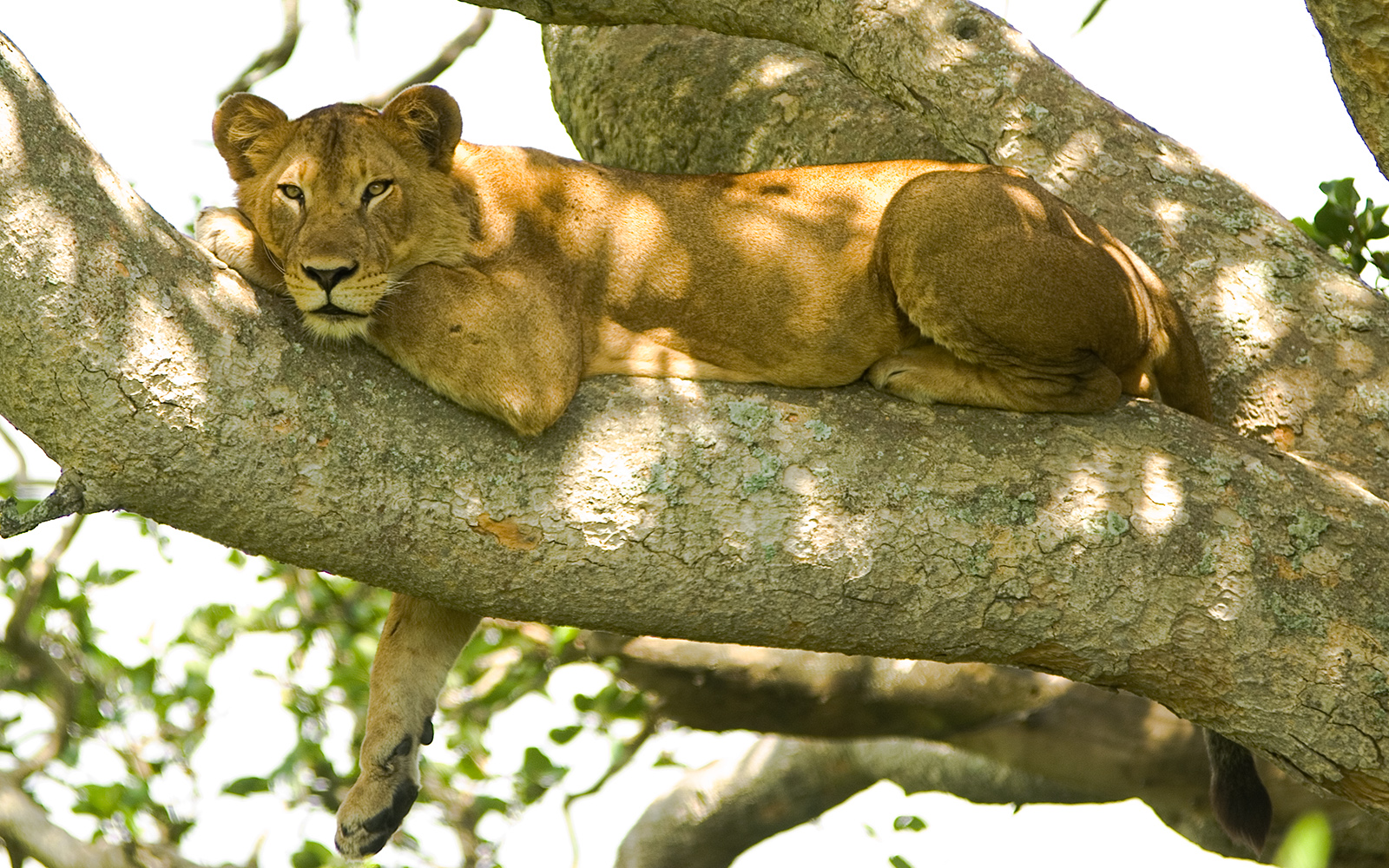
لبؤة وسط أفريقية على شجرة في متنزه الملكة إليزابيث الوطني

مثل بقية نويعات الأسود الأفريقية الأخرى، فإن جمهرات أسد أفريقيا الوسطى تتناقص حالياً من وقت لآخر بسبب فقدان الموائل وعدم الافتراس.

## حالة الحفظ
يتم تسجيل أي فرد أسير من أسود أفريقيا الوسطى في نظام معلومات الأنواع الدولية. وُجِدت معظم أسود أفريقيا الوسطى في الحدائق الوطنية المختلفة في الكونغو البلجيكية وأوغندا، مثل شلالات مورشيسون، متنزه فيرونغا الوطني ومتنزه الملكة إليزابيث الوطني. كانوا يعيشون سابقًا في متنزهات رواندا الوطنية، إلى أن ماتت من السم أثناء وبعد الإبادة الجماعية.